# بواشاتل (كيبك)
بواشاتل (بالإنجليزية: Boischatel, Quebec)‏ هي بلدية محلية في كيبيك تقع في كندا في La Côte-de-Beaupré Regional County Municipality. يقدر عدد سكانها بـ 6,465 نسمة ومساحتها 21.50 كم2 .